# داوید ماتاسک
داوید ماتاسک (چکی: David Matásek؛ زادهٔ ۱۴ فوریهٔ ۱۹۶۳) موسیقی‌دان و بازیگر اهل جمهوری چک است.
از فیلم‌ها یا برنامه‌های تلویزیونی که وی در آن نقش داشته است، می‌توان به سه برادر و سه شهریار اشاره کرد.
بین سال‌های ۲۰۱۲ تا ۲۰۱۴، ماتاسک به همراه نود نفر دیگر، به اتهام رشوه‌خواری در یک کلاهبرداری مربوط به گواهینامه رانندگی تحت پیگرد قانونی قرار گرفت. او در حال حاضر برای چهارمین بار با وبلاگ نویس مد، اوا ماتاسکووا، ازدواج کرده است که از او یک پسر دارد.